# HD 211073 A
HD 211073 A è una stella della costellazione della Lucertola, situata nella parte meridionale della costellazione, ed è fra le principali dell'asterismo che in cielo rende visibile la forma della lucertola.
È la componente principale del sistema multiplo HD 211073 che, al 2007, consta di 4 stelle ed a cui si fa riferimento per ulteriori dati.
È anche una stella variabile sospetta catalogata come NSV 14076 con oscillazioni di magnitudine fra 4,49 e 4,55.

## Fonti
- (EN) Cataloghi stellari, su alcyone.de. URL consultato il 13 gennaio 2008 (archiviato dall'url originale il 30 aprile 2016).
- Software astronomico Megastar 5.0